# Kalathmadu, Virajpet
Kalathmadu là một làng thuộc tehsil Virajpet, huyện Kodagu, bang Karnataka, Ấn Độ.